# Severna Makedonija
Severna Makedonija (makedonsko Северна Македонија, albansko Maqedonia e Veriut), uradno Republika Severna Makedonija (Република Северна Македонија, Republika e Maqedonisë së Veriut), je celinska demokratična država na Balkanskem polotoku v jugovzhodni Evropi, s površino 25.713 km² in z okoli dvema milijonoma prebivalcev. Severna Makedonija na zahodu meji na Albanijo, na jugu na Grčijo, na vzhodu na Bolgarijo, na severozahodu na Kosovo ter na severovzhodu na Srbijo. Glavno mesto države je Skopje (okoli 500.000 prebivalcev).
Po ureditvi je unitarna parlamentarna ustavna republika. Država je članica OZN, Nata, Sveta Evrope, Svetovne banke in OVSE, od leta 2005 pa tudi kandidatka za članstvo v Evropski uniji. Država je poleg Albanije in Srbije ustanovna članica zveze Odprti Balkan.

## Zgodovina
Zgodovina Severne Makedonije je tesno povezana z zgodovino makedonske regije. To območje ohranja lepe primerke naselbin iz kamene dobe, muzejski primerki pričajo o nenehni naseljenosti tega območja. Zaradi izredno prometnih povezav med Evropo in Azijo je ohranjenih veliko dragocenih izdelkov. V Severni Makedoniji je tako najdena najstarejša upodobitev kolesa, kot tudi izredno bogata zbirka denarnih primerkov. V antični dobi je ta prostor bil kraj bogate trgovine in gospodarskega razvoja, delno zaradi živahne trgovine Sredozemskega morja, delno pa zaradi močnih trgovskih poti (predvsem svilena pot), v katere je bila vpletena regija. V obdobju Aleksandra Velikega je to območje ohranjalo veliko tovrstne zgodovinske dediščine. S srednjim vekom postane Severna Makedonija pod vplivom Bizantinskega cesarstva, kasneje pa kot velik del te regije pride pod vpliv Osmanskega imperija, nato je v akciji makedonskih-jadranskih revolucionarjev zapustila Osmanski imperij v 19. stoletju in po mnenju mnogih pridobivala vedno bolj bolgarsko vodstvo. V drugi balkanski vojni 1912/13 večji del Makedonije (t. i. Vardarska Makedonija) pripade Kraljevini Srbiji, ki jo na osnovi srednjeveških zgodovinskih pravic proglasi za Južno Srbijo. Po nastopu Kraljevine SHS se skupaj s Srbijo vključi vanjo tudi njeno makedonsko ozemlje, ki konec 20.let postane osrednji del jugoslovanske Vardarske banovine. Med drugo svetovno vojno sta si ozemlje razdelili Bolgarija in italijansko okupirana Albanija.
Leta 1944, po osvoboditvi vardarskega dela izpod bolgarske okupacije, je bila na prvem zasedanju Protifašističnega sobranja narodne osvoboditve Makedonije (ASNOM) razglašena Socialistična republika Makedonija, ki je postala del Socialistične federativne republike Jugoslavije. 8. septembra 1991 je bila na referendumu izglasovana osamosvojitev republike Makedonije od Jugoslavije. Vojne v nekdanji Jugoslaviji, ki so izbruhnile po razpadu skupne države, Makedonije niso zajele, bilo pa je nekaj manjših oboroženih konfliktov, ki so jih sprožili tamkajšnji Albanci. Tekom vojne na Kosovu leta 1999 je v Makedonijo prebegnilo okoli 360.000 Albancev, ki so se po koncu vojne vrnili na Kosovo, vendar so albanski nacionalisti na obeh straneh meje zahtevali tudi avtonomijo oziroma neodvisnost delov Makedonije z albanskim prebivalstvom. Nemiri, ki so prerasli v oborožene upore, so bili končani avgusta 2001 z Ohridskim sporazumom.
Ob makedonski osamosvojitvi je mednarodno priznanje države upočasnjevala Grčija zaradi spora o imenu države in njenih simbolov (Vergininega sonca na zastavi iz leta 1992). Kot kompromis so Združeni narodi leta 1993 državo priznali pod imenom Nekdanja jugoslovanska republika Makedonija (angleška kratica FYROM). Grčija je ostala nezadovoljna in februarja 1994 uvedla trgovinsko blokado, ki jo je umaknila leto pozneje, ko je Makedonija spremenila svojo zastavo in dele ustave. Spor glede imena se je končal šele leta 2018 s Prespanskim sporazumom, po katerem bi se država erga omnes preimenovala v Republiko Severno Makedonijo, medtem ko bi se jezik imenoval makedonski in državljanstvo makedonsko/državljan Severne Makedonije. Sporazum, ki sta ga premierja obeh držav Zoran Zaev in Aleksis Cipras dosegla junija 2018, je stopil v veljavo 12. februarja 2019. 
Po razrešitvi spora z Grčijo in posledični odobritvi pristopnih pogajanj z EU je začetek pogajanj blokirala njena vzhodna soseda Bolgarija zaradi domnevnega makedonskega zgodovinskega revizionizma in državne podpore sovražnosti nad Bolgari. Potezo so kritizirali tako intelektualci iz obeh držav kot mednarodni opazovalci. Blokado je Bolgarija umaknila julija 2022, potem ko sta državi podpisali kompromisni protokol o predvidenih nadaljnjih spremembah ustave.

## Geografija
Severna Makedonija leži na Balkanskem polotoku. Zavzema površino 25.713 km². Na severozahodu meji na Kosovo (159 km meje), na severu na Srbijo (62 km), na vzhodu na Bolgarijo (148 km), na jugu na Grčijo (228 km) in na zahodu na Albanijo (151 km). Njen najvišji vrh je Veliki Korab (2764 m), ki leži na zahodni meji države in je skupni najvišji vrh Makedonije in Albanije (bil je tudi drugi najvišji vrh nekdanje Jugoslavije - za natanko 100 m višjim Triglavom). Republika Severna Makedonija je del širše geografske regije Makedonije, ki zajema tudi sever Grčije (sedanje regije Osrednja Makedonija in Vzhodna Makedonija in Trakija, zgodovinsko-fizičnogeografsko poimenovana Egejska Makedonija) ter manjši del na jugozahodu Bolgarije (Pirinska Makedonija). 
Severna Makedonija je potresno dejavno območje in prizorišče več uničujočih potresov, zadnji močnejši je bil leta 1963 v Skopju. 

### Površje
Površje v Severni Makedoniji je raznovrstno. Deli se na gorat zahodni in gorat vzhodni del, ki ju razmejuje dolina reke Vardar.
Zahodni del predstavljata mlado nagubano Pindsko gorstvo in Šar planina, zgrajeni iz paleozojskega skrilavca in mezozojskega apnenca (Baba, Šar planina, Korab, Jakupica, Nidže). Med gorami so globoke doline Črnega Drima in več gorskih kotlin: Polog, Debarska kotlina, Ohridska kotlina, Prespanska kotlina in Pelagonija.
Osrednji del, Povardarje, je izpolnjeno z jezeri in rekami. Tu je niz kotlin, med seboj povezanih s soteskami: Skopska kotlina, Veleška kotlina, Tikveš, Gevgelijska kotlina.
Vzhod države je reliefno nižji od zahodnega.

### Vodni sistem
Najpomembnejše reke v državi so Vardar, Treska, Crna reka, Pčinja, Bregalnica, Strumica in Črni Drim. Večina rek pripada povodju Egejskega morja preko reke Vardar, dolge 388 km (od tega 301 km v Severni Makedoniji), najpomembnejše reke v državi, katere porečje prekriva pretežni del države (del Egejskega povodja je tudi reka Strumica na jugovzhodu, ki je pritok Strume v Bolgariji oz. Pirinski Makedoniji). Manjši del na zahodu pripada jadranskemu povodju preko Črnega Drima, ki teče iz Ohridskega jezera in njegovih pritokov, medtem ko črnomorskemu povodju pripada Binačka Morava na skrajnem severu države.
Severna Makedonija ima tri velika naravna jezera in nekaj umetnih. Največje naravno jezero je Ohridsko jezero, ki je eno najglobljih in najbolj prosojnih jezer v Evropi. Dobri dve tretjini jezera pripadata Severni Makedoniji, ena pa Albaniji. Ohridsko jezero je zelo bogato z ribami, med katerimi je najbolj poznana ohridska postrv. V njem se je ohranilo veliko število endemičnih vrst živali. Zaradi teh posebnosti je jezero skupaj z mestom Ohrid na UNESCO-vem seznamu svetovnih znamenitosti. Prespansko jezero je drugo največje jezero Severne Makedonije, ki leži na tromeji z Albanijo in Grčijo. Ima številne zalive in peščene plaže. Na Prespanskem jezeru ležita dva nenaseljena otoka, Mali Grad in Golem Grad, od katerih slednji pripada Makedoniji. Tretje največje jezero je Dojransko jezero na makedonsko-grški meji. Relativno plitvemu jezeru (največja globina 10 m) je gladino še zniževalo odvajanje vode za namakanje.
- Ohridsko jezero
- Reka Vardar v Velesu
- Kanjon Matka
- Debarsko jezero

## Upravna delitev
Severna Makedonija je razdeljena na osem statističnih regij, ki služijo samo za pravne in statistične namene:
- Skopska
- Severovzhodna
- Vzhodna
- Jugovzhodna
- Vardarska
- Pelagonijska
- Jugozahodna
- Pološka

Upravno je država razdeljena na 80 občin. 10 občin sestavlja glavno mesto Skopje. Kot jugoslovanska republika je bila Makedonija (večino časa) razdeljena na 34 občin; leta 1996 se je država na novo razdelila na 123 občin, katerih število se je leta 2004 zmanjšalo na 84 in leta 2013 na 80.

## Prebivalstvo
Po popisu iz leta 2002 je imela Severna Makedonija 2.022.547 prebivalcev. Zadnje štetje leta 2021 kaže na 1.832.696 prebivalcev. Glede na podatke zadnjega popisa so največja nacionalna/etnična skupina Makedonci, medtem ko so druga največja skupina Albanci, ki prevladujejo na severozahodu države in imajo več kot četrtinski delež v prebivalstvu; ta se zaradi večje rodnosti še povečuje. 

### Veroizpoved
Prevladujoča veroizpoved v državi je pravoslavje, ki mu pripada 65 % prebivalstva. 0,4 % predstavljajo druge krščanske denominacije. Muslimani predstavljajo tretjino (33,3 odstotka) prebivalcev, s čimer je Severna Makedonija država s petim največjim deležem muslimanov v Evropi (za Kosovom, Turčijo, Albanijo ter Bosno in Hercegovino).
Do nedavnega je bila večina prebivalcev pripadnikov Srbske pravoslavne cerkve, ki še danes ne priznava avtokefalnosti Makedonski pravoslavni cerkvi, čeprav jo je ta razglasila že 1967.

### Jezik
Državni in uradni jezik države je makedonščina. Makedonski jezik je soroden bolgarskemu jeziku, a ima vidne podobnosti tudi s srbščino ter s torlaškimi in šopskimi narečji. Standardna makedonščina je bila kot knjižni jezik normirana (kodificirana) po drugi svetovni vojni in je široko sprejeta. Drugi uradni jezik na državni ravni je albanščina. Ostali manjšinski jeziki: turščina, romščina, srbščina, bosanščina, aromunščina so prav tako uradni jeziki v občinah, kjer jih govori preko 20 % prebivalstva.

### Večja mesta
Glavno mesto Severne Makedonije je Skopje, ki leži v severnem delu države v Skopski kotlini. Prestolnico deli na levi in desni breg reka Vardar. V Skopju živi okoli pol milijona ljudi, kar predstavlja približno četrtino prebivalcev države, v širšem metropolitanskem območju pa celo tretjina. 

## Gospodarstvo
Pomembnejši sektorji industrije so proizvodnja in predelava jekla, kemična, strojna, farmacevtska, gradbena in tekstilna industrija. Tekstilna industrija je zelo pomembna, saj zaposluje veliko ljudi. Tekstilna in oblačilna (predvsem usnje) industrija sta zelo pomembni, saj zaposlujeta veliko ljudi in ustvarjata nova delovna mesta. Industrija in rudarstvo skupaj predstavljata 25 % BDP. Industrijski sektor zaposluje 30 % aktivnega prebivalstva.
Severna Makedonija ima majhno, odprto gospodarstvo, čigar nadaljnja rast in razvoj sta v veliki meri odvisna od napredka pri integraciji v EU. Storitveni sektor predstavlja 65 % BDP in zaposluje več kot polovico aktivnega prebivalstva. Najpomembnejši segmenti so transport, telekomunikacije in energetika.

### Kmetijstvo in kulturne rastline
Severna Makedonija je razgibana pokrajina z griči, dolinami, slapi, rekami, jezeri, gorami, zaselki in osamljenimi kmetijami. Med griči v dolinami se razprostirajo velika polja. Kmetijski sektor predstavlja 10 % BDP in zaposluje 17 % aktivnega prebivalstva. Na njih pridelujejo številno sadje in zelenjavo, žitarice, mak ter tobak. Severna Makedonija je daleč poznana po kvalitetni papriki, paradižnikih, kumarah, rižu. V južni Severni Makedoniji, kjer se čuti sredozemsko podnebje, dobro uspevajo oljke in fige.
Ovčereja in kozjereja sta zelo pomemben del gospodarstva v državi. Severna Makedonija ima tudi rudna bogastva, predvsem železo, baker, in svinec. Znani rudniki so: Sasa, Damjan in Bučim.

### Industrijski sektor
Industrijski sektor Severne Makedonije predstavlja 25 % BDP, zaposluje pa približno 30 % aktivnega prebivalstva. Pomembnejši sektorji industrije so proizvodnja in predelava železa in jekla, kemična, strojna, tekstilna, živilska in farmacevtska industrija.
Industrijska proizvodnja v Severni Makedoniji je v letu 2014 zrasla za 4,8 %. Za leto 2015 je napovedana 4,9 %, za leto 2016 5,2 % in za leto 2017 5,6 % rast industrijske proizvodnje.

### Promet
Glavna naravna os Makedonije je dolina Vardarja, ki prečka državo od severa proti jugu in povezuje notranjost Balkanskega polotoka z Egejskim morjem. Po tej osi, na kateri ležijo nekatera od največjih mest v državi, poteka panevropski prometni koridor X, katerega del sta avtocesta A1/M1 (del evropske poti E75) in železniška proga, ki povezuje Beograd s Solunom. Druga pomembna os je koridor VIII, ki povezuje Jadransko s Črnim morjem in prečka državo od zahoda proti vzhodu. Ta os teče med drugim skozi Ohrid, Tetovo, Skopje in Kumanovo.
Od prometne infrastrukture je najbolj razvito cestno omrežje: v državi je (stanje 2017) okoli 14.200 kilometrov cest, od tega 9633 km asfaltiranih. Avtocest (stanje 2020) je 317 km in gradijo se dodatni odseki.
Železniško omrežje je dolgo 925 kilometrov, od tega je 313 km elektrificiranih prog. Upravlja ga državno podjetje Makedonske železnice. Železniško omrežje je dotrajano in dobičkonosen je le tovorni promet. Od sosednjih držav ima Makedonija železniško povezavo z Grčijo, Srbijo in Kosovom. Obstajajo načrti za izgradnjo povezave z Bolgarijo, ki pa so zamaknjeni v nedoločeno prihodnost.
V Severni Makedoniji sta dve mednarodni letališči – skopsko in ohridsko – ter osem manjših, od katerih jih ima šest asfaltirane vzletno-pristajalne steze.

## Družba

### Izobraževanje
Visoko, višje in univerzitetno izobrazbo se lahko pridobi na petih državnih univerzah v Severni Makedoniji:
- Univerza sv. Cirila in Metoda v Skopju
- Univerza sv. Klimenta Ohridskega v Bitoli
- Univerza Goce Delčev v Štipu
- Državna univerza Tetovo (albanska)
- Univerza za informacijsko znanost in tehnologijo Sv. Pavel Apostol na Ohridu

Poleg javnih univerz obstaja tudi vrsta zasebnih univerz, kakršna je European University, Slovanska Univerza Sveti Nikole, (javno-zasebna) South East European University/Univerza JV Evrope (SEEU) Skopje-Tetovo, albanska Univerza Matere Tereze v Skopju in druge 
- FON univerzitet, Skopje, Strum(ic)a, Struga in Gostivar
- BAS-poslovna akademija Smilevski, Skoplje
- MIT univerzitet, Skoplje
- Euro koledž, Kumanovo

Univerzitetna nacionalna knjižnica se nahaja v Skopju. USAid je uspel z velikim projektom "Macedonia Connects" omrežiti Severno Makedonijo in osnovnošolsko in srednješolsko infrastrukturo z delujočim dostopom do svetovnega spleta. Večja mesta v Severni Makedoniji so pridobila WIFI dostop po območju ožjega centra mesta.

### Mediji
Najstarejši časopis v državi je Nova Makedonija z leta 1944. Poleg njega so poznana tiskana občila Utrinski Vesnik, Dnevnik, Vest, Fokus, Večer, Tea Moderna, Makedonsko Sonce in Koha. Javni kanal je Makedonska radiotelevizija, ki je ustanovljena 1993. Poleg tega obstajajo tudi zasebne televizije, najstarejši je TEKO TV (1989) iz mesta Štip.

### Kultura
Severna Makedonija ima bogato kulturno dediščino tako v arhitekturi, poeziji in glasbi, prav tako hrani dediščino mnogih verskih objektov. Glasba se naslanja vidno na Bizantinsko cerkveno glasbo kot tudi na likovno dediščino Bizantinske tradicije. Severna Makedonija hrani bogato zbirko bizantinskih fresk, nastalih med 11. in 16.stoletjem. Poleg tega se letno odvija bogat kulturni program letnih festivalov filma, glasbe, literature in umetnosti. 
Najpomembnejši kulturni dogodek v državi je Ohridski poletni festival klasične glasbe in gledališča, ki se imenuje Struške večeri poezije, ki vabijo pesnike z več kot 50 držav sveta. Viden je tudi Jazz festival Skopje, Mednarodni Kamera festival v Bitoli, Odprto mladinsko gledališče in podobno.
Makedonska Opera v Skopju izvaja poletne večerne nastope, imenujejo se Majski operni večeri in se izvajajo že od leta 1972.

### Kulinarika
Kulinarika Severne Makedonije se naslanja na balkansko izročilo, grške in turške jedi, a tudi na italijanske, nemške in še posebej madžarske jedilnike. Zaradi velike kmetije kmetijstva pri strežbi in relativno visokih temperatur čez leto, se kuhinja naslanja predvsem na svežo in raznoliko zelenjavo, ribe in mlečne izdelke. Značilni jedi sta šopska solata in tavče gravče. Vedno bolj se razvijajo tudi kvalitetne pijače, vino in žganje.

### Šport
Nogomet in rokomet sta najbolj množična športa v Severni Makedoniji. Največji športni objekt v državi je nogometni stadion Arena Filip II.
Rokomet izstopa predvsem zaradi uspehov ženskih ekip. Leta 2002 je klub Kometal Skopje postal evropski prvak EHF Lige prvakov ženskih ekip. Severna Makedonija je organizirala tudi Evropsko prvenstvo v ženskem rokometu, ki se je odigravalo v Skopju in Ohridu. 
Košarkaška reprezentanca je doživela najvišje uspehe leta 2011, ko so dosegli 4. mesto v Evropi. Domače tekme odigravajo v dvorani Boris Trajkovski Arena v Skopju. Množično so obiskani tudi sezonski športi, izstopa Ohridski plavalni maraton poleti, organizirana pa so tudi smučišča za zimske športe. Severna Makedonija in njen Olimpijski komite si prizadeva k športnim in olimpijskim idealom.